# ペイヤン Pa 49
ペイヤン Pa 49
1958年からル・ブルジェ航空宇宙博物館に展示されているペイヤン Pa 49 ケイティ
- 用途：実験機
- 設計者：ロラン・ペイヤン（Roland Payen）
- 製造者：（Payen-Aviation）
- 初飛行：1954年1月22日
- 生産数：1機
- 退役：1958年

ペイヤン Pa 49 ケイティ（Payen Pa 49 Katy）は、1954年に初飛行を行ったターボジェットエンジン搭載のフランスの小型デルタ翼実験機である。この種のフランス機としては最初のものであり、当時としては最小の機体であった。

## 設計と開発
無尾翼のデルタ翼機の先駆者であったロラン・ペイヤンは第二次世界大戦前に小型機と戦闘機の2機種を製作し、Pa 49 ケイティは戦後初の設計であった。
全木製の Pa 49は、独立した水平尾翼を持たないという意味で真の無尾翼機であった。主翼の前縁は約55°の後退角を持っていたが、直線状の後縁を持つ定番のデルタ翼機とは異なりPa 49は内側に昇降舵と外側にエルロンという全幅に渡る動翼を備える約30°の後退角がついた後縁を持っていた。
主翼は、推力1.47 kN (330 lbf) のチュルボメカ パラス エンジン用の小さな吸入口を主翼付け根の前縁部に備える胴体と緩やかに一体化していた。コックピットと後退角75°の真っ直ぐな前縁を持つ垂直尾翼は吸入口の直ぐ後ろ辺りから始まり、コックピットのすぐ後ろから徐々に窄まりながら緩やかな後退角を持つ垂直尾翼全高に及ぶ方向舵で終わっていた。初飛行前に記録された写真ではPa 49は短い自転車式降着装置と翼端のスキッドが装着されているが、実際に飛行する時点ではこれは脚柱と車輪が露出した固定式の首車輪式降着装置に換装されていた。

## 運用の歴史

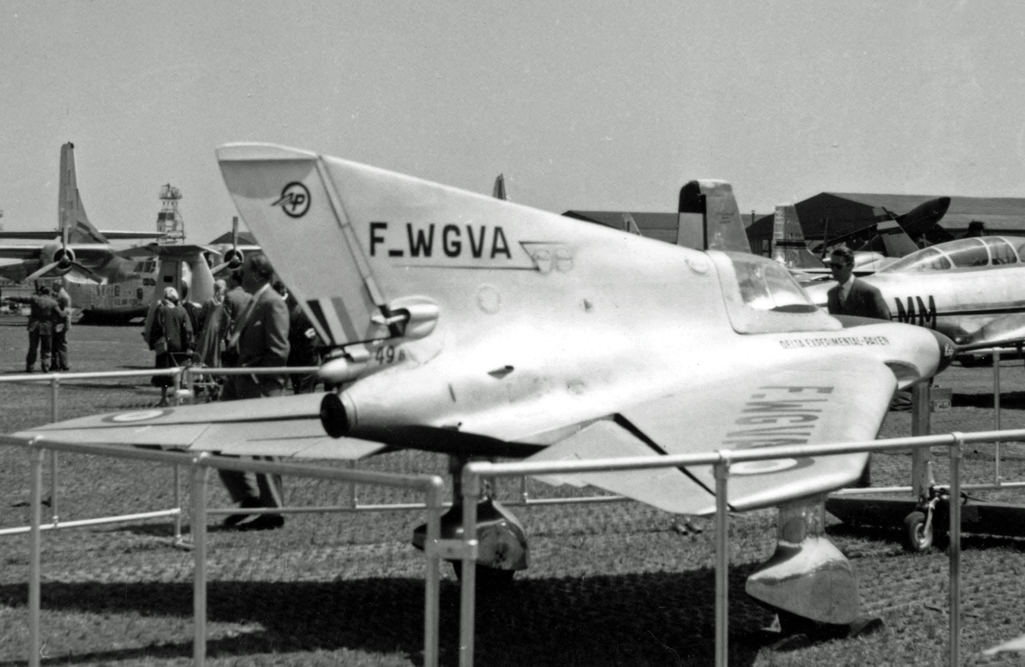
1957年のパリ航空ショーに展示されるペイヤン Pa 49の試作機

Pa 49Aとなった機体の初飛行は1954年1月22日にムラン＝ヴィラロッシュでそれまでにジェット機の操縦時間が僅か30分という比較的経験の浅い（Tony Ochsenbein）の操縦で行われた。製造業者によるテストが10時間実施され、4月にブレティニー＝シュロルジュの（Centre d'Essais en Vol、CEV）で評価が行われた。Pa 49 Aの運動性能は高評価で、CEVで分離式方向舵エアブレーキが装着された。これは方向舵下部のフェアリングで覆われた外部リンクによりブレーキとして機能するときは方向舵の表面をV字形に開き、横方向の制御時には同方向へ方向舵を動かすという機能を有していた。このエアブレーキはペイヤンが設立したFléchair SAにより設計された。1957年の第12回パリ航空ショーに展示された当時の機体は降着装置の脚柱がフェアリングで、主車輪のタイヤがスパッツで覆われており、機体名称はPa 49Bと変更されていた。しばらくの間は首車輪もスパッツで覆われていた。降着装置を引き込み式にする計画もあったが、これは実現しなかった。
1958年に飛行テストが終了するとペイヤンは機体をル・ブルジェ空港にあるル・ブルジェ航空宇宙博物館に寄贈した。その後もペイヤンはデルタ翼機の設計を続け、1970年代のペイヤン Pa 71やペイヤン Pa 149はPa 49の成果を取り入れた機体であった。

## 要目
Jawaより
- 乗員：1名

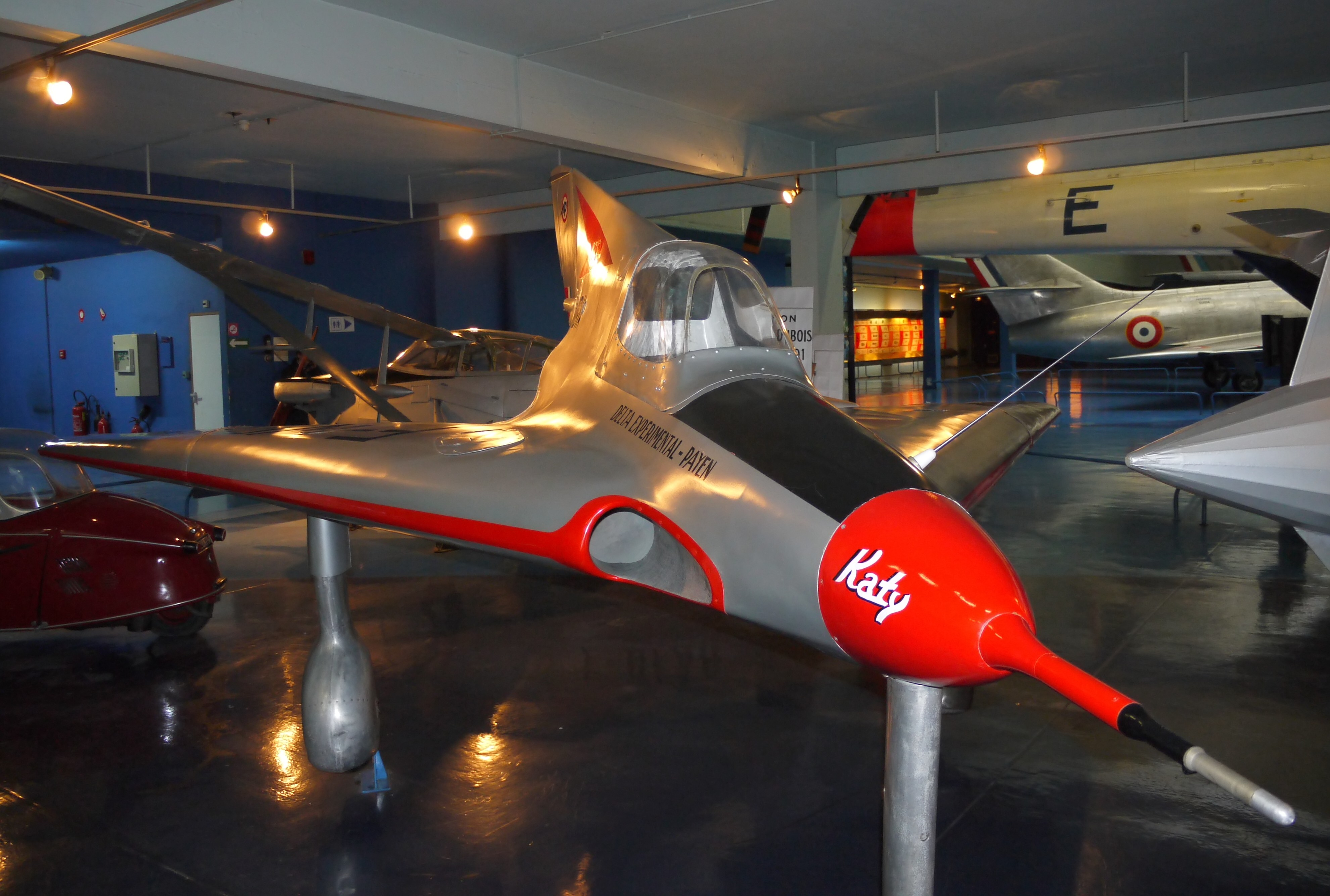
ル・ブルジェ航空宇宙博物館に展示されているペイヤン Pa 49 ケイティ

- 全長：5.10 m (16 ft 9 in)
- 全幅：5.16 m (16 ft 11 in)
- 全高：2.50 m (8 ft 2 in)
- 空虚重量：457 kg (1,008 lb)
- 運用重量：650 kg (1,433 lb)
- エンジン：1 × チュルボメカ パラス 1.5 kN (330 lbf)
- 最大速度：500 km/h (310 mph; 270 kn)
- 巡航速度：350 km/h (220 mph; 190 kn)
- 巡航高度：8,500 m (27,887 ft)
- 航続距離：450 km (280 mi; 243 nmi)
- 上昇率 : 5.8 m/s (1,140 ft/min) initial